# Экерс, Мишель
Мишель Экерс (англ. Michelle Akers; род. 1 февраля 1966, Санта-Клара, Калифорния) — американская футболистка, олимпийская чемпионка в составе сборной США. Одна из главных инициаторов создания Американской ассоциации футболистов, а также участница чемпионата мира по футболу среди женщин в 1999 году, который завершился победой США. Член Национального футбольного зала славы.

## Биография
Родилась в семье Роберта и Анны Экерс в Санта-Кларе, Калифорния, выросла в пригороде Сиэтла, окончила старшую школу «Шоркрест». В школьные годы трижды получала спортивную награду All-America.
Затем Экерс поступила в Университет Центральной Флориды, где 4 раза выбиралась All-America Национальной спортивной студенческой ассоциацией.

### Карьера в национальной сборной
В августе 1985 Экерс играла в первой женской сборной США по футболу. В связи с повреждением лодыжки она не смогла участвовать в первом матче, однако она играла во втором матче со сборной Германии и забила второй гол. Матч завершился вничью 2:2.
Экерс забила 15 голов в 24 матчах за сборную США в период с 1985 по 1990 годы перед тем, как установила командный рекорд, забив 39 голов в 26 матчах в сезоне 1991 года. В 1990—1991 годах называлась женской футбольной ассоциацией США спортсменом года. Также она стала лучшим бомбардиром чемпионата мира по футболу среди женщин 1991 года, который проходил в Китае, тогда Экерс забила 10 голов, включая 5 в одном матче, что позволило женской сборной США по футболу первыми стать чемпионами мира, победив Норвегию в финале 2:1, где Экерс забила оба гола.
В 1996 году Экерс вновь играла в составе женской сборной США по футболу на летних олимпийских играх в Атланте, где была снова выиграна золотая медаль. 7 июня 1998 года она была удостоена ордена ФИФА «За заслуги» — самой престижной награды этой организации за вклад в развитие футбола.
Снова вошла в состав национальной сборной во время чемпионата мира 1999 года, выиграв его.
Незадолго до летних Олимпийских игр 2000 г. в Сиднее ушла из национальной сборной, став вторым бомбардиром в её истории (после Мии Хэмм), забив 105 голов и сделав 37 голевых передач.

### После ухода из футбола
После ухода из футбола Экерс продолжала пропагандировать игру, а также написала несколько книг.
В 2002 году она была избрана ФИФА игроком столетия, разделив эту награду с китаянкой Сунь Вэнь.
В 2004 она и Хэмм стали в списке 125 величайших живущих игроков единственными женщинами (список ФИФА 100, составленный Пеле). Также в 2004 году Экерс была включена в национальный футбольный зал славы США.
В настоящее время она живёт с мужем и ребёнком в Чулуоте, Флорида, к северо-востоку от Орландо и занимается спасением лошадей.